# Педесет нијанси — Ослобођени (филм)
Педесет нијанси — Ослобођени (енгл. Fifty Shades Freed) амерички је еротски трилер из 2018. године. Режију потписује Џејмс Фоли, по сценарију Нила Леонарда. Темељи се на истоименом роману ауторке Е. Л. Џејмс. Трећи је и последњи део филмског серијала Педесет нијанси, након филмова Педесет нијанси — Сива (2015) и Педесет нијанси — Мрачније (2017). Главне улоге играју Дакота Џонсон као Анастазија Стил и Џејми Дорнан као Кристијан Греј, а прати пар док се венчавају и морају да се обрачунају са Аниним бившим шефом (Ерик Џонсон), који почиње да их уходи.
Снимање филма Педесет нијанси — Ослобођени почело је истовремено са филмом Педесет нијанси – Мрачније у фебруару 2016. године у Паризу и Ванкуверу. Приказан је 9. фебруара 2018. године. Остварио је успех на биоскопским благајнама, зарадивши преко 370 милиона долара широм света, наспрам буџета од 55 милиона америчких долара. Попут своја два претходника, Педесет нијанси – Ослобођени је добио негативне рецензије критичара, са критикама усмереним ка сценарију и глуми.

## Радња
Младенци Кристијан и Анастазија приморани су да скрате медени месец и врате се кући након што су примили вест о провали у Кристијаново корпоративно седиште. Украдени су неки компјутерски фајлови, а снимци сигурносних камера идентификују починиоца као Џека Хајда, Аниног бившег шефа који је отпуштен због сексуалног напада. У међувремену, Ана се упознаје са својим новим тимом за лично обезбеђење.
Кристијан изненађује Ану новом кућом и ангажовао је атрактивну архитекту Џију Матео да јој је обнови. Ана је изнервирана када Џија у Анином присуству отворено флертује са Кристијаном. Ана приватно прети отпуштањем Џије ако настави да флертује, приморавајући је да престане.
Кад Кристијан није на пословном путу, Ана занемарује његове жеље да остане код куће и иде са својом пријатељицом, Кејт Кавану, на пиће. Кејт, која се забавља са Кристијановим старијим братом Елиотом, признаје да сумња да Елиот можда има аферу са Џијом, која му је и пословна сарадница. Када се Ана врати кући, наилази на Џека Хајда, који покушава да је отме. Анин тим за обезбеђење га хвата и он је ухапшен. Након свађе са Кристијаном у вези са њеним изласком са Кејт, Ана криви Кристијана због превелике контроле и посесивности и захтева већу слободу. Убрзо након тога, Кристијан изненађује Ану путовањем у Аспен, доводећи Кејт, Елиота, Мију и Хосеа. Елиот запроси Кејт, која прихвата. Откривено је да је Џија само помагала Елиоту у избору прстена.
Младенци настављају са својим еротским сексуалним експериментима, али ствари се компликују када Ана открије да је трудна. Кристијан је дубоко узнемирен, рекавши да је имао друге планове за њихове прве заједничке године. Он тада одлази на пиће. Након што се врати, Ана открива да је Кристијан послао поруку и срео се са својом бившом љубавницом и бившом доминантном особом у БДСМ-у, Еленом Линколм. Она постаје љута на Кристијана и закључава се на ноћ у играоници. Кристијан ујутро тражи Ану и настављају расправу, док Ана говори Кристијану колико јој је беба важна.
Убрзо након тога, Хајд, пуштен са кауцијом од 500.000 долара, позива Ану тражећи откупнину за Мију, Кристијанову отету сестру. Хајд тражи 5 милиона америчких долара у готовини у два сата и прети да ће убити Мију ако његови захтеви не буду испуњени. Упозорава Ану да никоме не говори и да новац донесе сама. Ана узима чековну књижицу и револвер са Кристијановог стола, а затим одлази у банку да подигне пуни износ. Управник банке под сумњом зове Кристијана. Мисли да га Ана напушта, али тада примећује случајност Хајдовог недавног пуштања, Мијино непознато боравиште и Анино изненадно велико подизање готовине. Хајд упућује Ану да уђе у ауто паркиран у уличици и да преда телефон возачу који га одбаци. Ана превари Хајда тако што је узела телефон управнику банке и убацила сопствени телефон у кесу новца. Излази из задњег улаза и открива да је возач и Џеков саучесник њена сарадница, Лиз.
Ана стиже на место где треба да остави новац. Хајд, психотичан и осветољубив, напада Ану и шутира је у стомак. Лиз покушава да заустави Џека док Ана извлачи револвер и пуца у Хајда у ногу. Кристијан и његов тим обезбеђења, који су електронски пратили Анин мобилни телефон, стижу и хватају Хајда и Лиз. Ана се онесвести док чује Кристијанов глас.
Ана се буди три дана касније у болници са Кристијаном поред себе. Иако љут на Анину непромишљеност и још увек забринут због очинства, Кристијан схвата колико јој је њихова беба важна и помире се. Кристијанова усвојитељка, Грејс, уверава Кристијана да га Ана неће напустити. Ана се сутрадан враћа кући. Кристијанов приватни истражитељ, Велч, оставио је извештај који показује да су Кристијан и Хајд делили исту хранитељску породицу, мада се Кристијан тога не сећа. Хајд се осветио због тога што је Кристијана усвојила богата породица Греј уместо њега. Такође се сазнаје да је Хајд уцењивао Лиз као свог саучесника. Кристијан и Ана такође сазнају где је сахрањена Кристијанова рођена мајка. Посећују њен гроб и Кристијан на њега полаже цвеће.
Седам месеци касније, Кристијан и Ана добијају сина по имену Теди, а три године касније Ана је трудна са својим другим дететом.

## Улоге
| Глумац             | Улога                  |
| ------------------ | ---------------------- |
| Дакота Џонсон      | Анастазија „Ана” Греј  |
| Џејми Дорнан       | Кристијан Греј         |
| Ерик Џонсон        | Џек Хајд               |
| Рита Ора           | Мија Греј              |
| Лук Грајмс         | Елиот Греј             |
| Виктор Расук       | Хосе Родригез          |
| Елоиз Мамфорд      | Кетрин „Кејт” Кавана   |
| Макс Мартини       | Џејсон Тејлор          |
| Џенифер Или        | Карла Вилкс            |
| Ким Бејсингер      | Елена Линколн          |
| Марша Геј Харден   | др Грејс Тревељан-Греј |
| Брус Алтман        | Џери Роуч              |
| Аријел Кебел       | Џија Матео             |
| Калум Кит Рени     | Реј                    |
| Робин Ли           | Рос Бејли              |
| Брент Дохерти      | Лук Сојер              |
| Ејми Прајс-Франсис | Лиз Морган             |
| Тајлер Хочлин      | Бојс Фокс              |
| Ешли Латроп        | Хана                   |
| Феј Мастерсон      | Гејл Џоунс             |
| Хиро Канагава      | детектив Кларк         |